# برادران سیسترز
برادران سیسترز (به انگلیسی: The Sisters Brothers) رمانی است از پاتریک دوویت نویسندهٔ زادهٔ کانادا که در سال ۲۰۱۱ منتشر شد. این کتاب کمدی، در سال انتشارش، به‌شدت مورد توجه قرار گرفت و نامزد جایزهٔ ادبی من بوکر ۲۰۱۱ شد و تقریباً در تمام فهرست‌های بهترین کتاب‌های سال ۲۰۱۱ نیز حضور داشت.
پاتریک دوویت هنگام نوشتن کتاب، تحت تأثیر مجموعه داستانی قدیمی، مربوط به قرن نوزدهم بوده‌است. کتابی که آن را به‌طور تصادفی در یک حراجی پیدا می‌کند.

## درون‌مایه
ماجرای کتاب دربارهٔ زندگی دو برادر به نام‌های ایلای (Eli) (راوی ماجرا) و چارلی (Charlie) با نام خانوادگی سیسترز (Sisters) است که به‌عنوان دو آدم‌کش، شهرت زیادی دارند. داستان در سال ۱۸۵۱ (غرب وحشی) در اورگن و کالیفرنیا، همزمان با تب طلا رخ می‌دهد. ایلای و چارلی به‌دنبال کشتن هرمن کرمیت وارم راهی کالیفرنیا می‌شوند که در این مسیر اتفاقات بسیاری رخ می‌دهد و پس از رسیدن به مقصد، ماجرا به شکلی متفاوت با نقشهٔ ابتدایی ادامه پیدا می‌کند.
قهرمان این داستان، هر دو برادری هستند که در کنار یک‌دیگر ماجراهای متفاوت را پشت‌سر می‌گذارند. برادران سیسترز در برابر هماوردی که هرلحظه صورت عوض می‌کند و از شخصی به شخصی دیگر تبدیل می‌شود، می‌ایستند.
برادران سیسترز یک رمان وسترن است با فضای رئالیستی، خشن و سیاه. البته این فضا در نحوهٔ روایت، ترکیب شده با طنزی ظریف و جذاب که از زبان برادر کوچک‌تر نقل می‌شود. داستان به جای یک پلات واحد، بیشتر مجموعه‌ای از وقایع و ماجراهاست که در قالب اپیزودهایی مجزا برای این دو برادر رخ می‌دهد. به همین دلیل هم هست که شخصیت‌های فرعی قدرتمندی که ۲۰ یا ۳۰ صفحه از کتاب را به خود اختصاص داده و بعد حذف می‌شوند، در این رمان بسیارند. از همین جهت، شاید بتوان درون‌مایهٔ (تِم) رمان را حول و حوش رابطة خویشاوندی‌ای تعریف کرد که دو برادر با هم دارند.

## اقتباس سینمایی
بعد از انتشار کتاب برادران سیسترز امتیاز ساخت فیلم از روی آن توسط کمپانی جان سی ریلی خریداری شد. فیلم سینمایی‌ای که به کارگردانی ژاک اودیار از این کتاب ساخته شده بود در سال ۲۰۱۸ اکران شد. 

## ترجمهٔ فارسی
کتاب برادران سیسترز با ترجمهٔ پیمان خاکسار توسط نشر چشمه در ایران منتشر شده‌است.